# Frank Halford
Major Frank Bernard Halford (Nottingham, 7 mars 1894-Northwood, 18 avril 1955) était un Anglais concepteur de moteur d'avion. Il est surtout connu pour la série de moteurs de Havilland Gipsy, largement utilisés par les avions légers dans les années 1920 et 30.

## Carrière
Formé à Felsted (en) , en 1913 , il a quitté l'Université de Nottingham avant d'être diplômé afin d'apprendre à voler à l'école de pilotage de Bristol à Brooklands, devenant plus tard instructeur de vol pour Bristol. En 1914 , il rejoint le département d'inspection aéronautique du War Office.
Au déclenchement de la Première Guerre mondiale, il rejoint le Royal Flying Corps où il a combattu sur le front. Rappelé à des fonctions d'ingénierie, il améliore et agrandit le moteur
Beardmore Halford Pullinger (en) (BHP) de six cylindres refroidi par eau d'Austro-Daimler, développant 230 ch (170 kW). Ce moteur a été ensuite développé par Siddeley-Deasy
Siddeley-Deasy sous le nom Puma.
En 1922 , il participe au Tourist Trophy de l'île de Man sur une Triumph Ricardo (en) 4 soupapes, terminant 13e. Cette même année , il a été chargé de produire une moto de luxe pour Vauxhall. Basé sur les principes des moteurs d'avion, il a présenté un moteur quatre cylindres en ligne, avec entraînement de la roue arrière. Quatre exemplaires ont été faits, il en reste un dans une collection privée sur l'île de Man.
En 1923 , il crée son propre cabinet de consultation à Londres, aux côtés du concepteur du moteur également influent Harry Ricardo. Là, il a conçu le célèbre moteur Havilland Gipsy cylindres en ligne refroidis par air, renouvelant le succès du moteur Cirrus.
Au cours de cette période Frank Halford a également conçu et construit l'AM Halford spécial (en) voiture de course avec laquelle il a couru à Brooklands dans le Grand Prix d' Angleterre de 1926, ainsi que dans beaucoup d'autres courses en 1925 et 1926.
Pendant les années 1930 Halford et Harry Ricardo se sont intéressés à la chemise louvoyante en tant que procédé pour augmenter la vitesse de rotation admissible de fonctionnement et le taux de compression des moteurs à piston, augmentant ainsi la puissance d'un moteur ou diminuant sa taille. À partir de 1928 Halford a travaillé avec D. Napier & Son, produisant le Sabre, qui est devenu l'un des moteurs d'avions à pistons les plus puissants construits, développant 3500 ch (2,6 MW) à partir de seulement 2 200 pouces cubes (36 l) dans les versions de la fin de la guerre.
Pendant la guerre, il s'est intéressé aux moteurs à réaction et a conçu une version simplifiée de la conception de Frank Whittle de prise d'air centrifuges à l'avant et chambres de combustion « droites ». Connu d'abord comme Halford H.1, le projet a été entrepris pour de Havilland qui l'a produit comme de Havilland Goblin. La société de Halford a finalement été purement et simplement achetée par de Havilland en 1944. Halford a continué à travailler sur les avions, turbopropulseurs et moteurs-fusées.

## Moteurs à pistons
- Beardmore Halford Pullinger (en)
- ADC Cirrus
- de Havilland Gipsy
- de Havilland Gipsy Major (en)
- Napier Rapier (en)
- Napier Dagger (en)
- Napier Sabre
- Siddeley Puma

## Turboréacteurs
- de Havilland H.1 Goblin
- de Havilland H.2 Ghost
- de Havilland H.3 - turbopropeller Gipsy (en) replacement, 500 shp
- de Havilland H.4 Gyron
- de Havilland H.5 - developed Ghost - not built
- de Havilland H.6 Gyron Junior
- de Havilland H.7 - gas generator, later developed as Napier Oryx[4]